# Manfred Klein (Fußballspieler)
Manfred Klein (* 8. Dezember 1935 in Saarbrücken; † 3. März 2004) war ein deutscher Fußballspieler. Der Mittelfeldspieler kam als Außenläufer beziehungsweise Halbstürmer im damals praktizierten WM-System zum Einsatz. Als Aktiver vom SV Saar 05 Saarbrücken, SV Waldhof Mannheim und dem 1. FC Saarbrücken absolvierte er in den Jahren 1956 bis 1963 insgesamt 203 Ligaspiele in den erstklassigen Fußball-Oberligen Südwest und Süd. Im Debütjahr der Fußball-Bundesliga, 1963/64, hat er beim 1. FC Saarbrücken 19 Spiele bestritten.

## Karriere
Klein kam zur Saison 1956/57 vom Amateurverein SC Halberg Brebach zum Südwestoberligisten SV Saar 05. Er debütierte am ersten Rundenspieltag, den 2. September 1956, bei einem 3:2-Auswärtserfolg gegen den FV Speyer als linker Außenläufer in der Oberliga. Stürmer Fritz Altmeyer erzielte zwei Tore beim Auswärtserfolg von Saar 05. Es gab die Derbys gegen den 1. FC Saarbrücken und die Sportfreunde. Am Rundenende belegte er mit Saar 05 den siebten Rang und hatte 28 Spiele (1 Tor) an der Seite der Mitspieler Kurt Clemens und Klaus Sinn absolviert. Nach vier Runden mit insgesamt 118 Oberligaeinsätzen und 16 Toren schloss er sich zur Saison 1960/61 dem SV Waldhof in der Oberliga Süd an.
Für die Blau-Schwarzen aus dem Stadion am Alsenweg debütierte der Mann aus Saarbrücken am 14. August 1960 beim 2:2-Auswärtsremis gegen Schweinfurt 05 an der Seite von Mitspieler wie Wolfgang Höfig, Rolf Lederer und seines ehemaligen Saar 05-Kollegen Klaus Sinn in der Oberliga Süd. In den Lokalderbys gegen den VfR Mannheim lernte er die Klasse von Hans Arnold und Rudolf Bast auf Seiten der Rasensportler kennen. Am Rundenende belegte er mit Waldhof den 13. Rang und hatte 29 Spiele mit sechs Toren absolviert. Die letzten fünf Rundenspiele der Saison 1961/62 verlor Waldhof und stieg nach der abschließenden 2:5-Niederlage bei Kickers Offenbach am 15. April 1962 in die 2. Liga Süd ab. Nach insgesamt 57 Oberligaeinsätzen (7 Tore) für den SV Waldhof kehrte Klein zur letzten Saison der alten erstklassigen Oberliga, 1962/63, in das Saarland zurück und schloss sich dem 1. FC Saarbrücken an.
Unter Trainer Helmuth Johannsen führte der 1. FC Saarbrücken nach dem 15. Spieltag mit 23:7 Punkten die Halbzeittabelle in der Oberliga Südwest an. Am Rundenende reichte es aber lediglich zum fünften Rang. In 28 Spielen hatte Klein ein Tor erzielt und sein neuer Verein war als Vertreter des Südwestens in die neue Fußball-Bundesliga zur Saison 1963/64 aufgenommen worden. Zusammen mit Neuzugang Heinz Steinmann und Mittelläufer Werner Hesse bildete er unter Johannsen-Nachfolger Helmut Schneider am Starttag der Bundesliga, den 24. August 1963, beim Heimspiel gegen den 1. FC Köln die Läuferreihe der Saarländer. Vor 35.000 Zuschauern setzte sich der spätere erste Bundesligameister aus Köln mit der Angriffsbesetzung Karl-Heinz Thielen, Hans Schäfer, Christian Müller, Wolfgang Overath und Heinz Hornig mit 2:0 Toren durch. Am letzten Spieltag, den 9. Mai 1964, verabschiedete sich Klein mit seinem Verein mit einem 1:1-Remis gegen den FC Schalke 04 vor 6.000 Zuschauern als Tabellenschlusslicht aus der Bundesliga. Mit Werner Rinass und Steinmann hatte Klein die Läuferreihe gebildet und den prominent besetzten Angriff der „Knappen“ mit Willi Koslowski, Günter Hermann, Klaus Matischak, Waldemar Gerhardt und Reinhard Libuda bekämpft. Klein absolvierte 1963/64 in der Bundesliga 19 Spiele an der Seite von Mitspielern wie Volker Danner, Erich Rohe, Dieter Krafczyk, Erich Maas und Heinz Vollmar.
In die erste Saison in der Regionalliga Südwest, 1964/65, startete der Bundesligaabsteiger mit Trainer Schneider und Klein am 9. August 1964, mit einer 1:3-Niederlage bei Eintracht Trier. Ab Februar 1965 übernahm Jupp Derwall das Traineramt und die Mannen um Torjäger Emil Poklitar (27 Tore) gewannen die Meisterschaft mit 58:10 Punkten und dem Torverhältnis von 92:33 Toren. Klein hatte in 28 Spielen vier Tore erzielt. In die Bundesligaaufstiegsrunde startete der Südwestmeister mit einer 1:2-Niederlage vor 30.000 Zuschauern am Aachener Tivoli. Danner (Torhüter), Remark, Port, Diehl, Hesse und Klein bildeten die Abwehr der Saarländer. Bei den schwarz-gelben Gastgebern ragten als Leistungsträger Erwin Hermandung, Josef Martinelli, Christian Breuer, Alfred Glenski und Wilhelm Bergstein heraus. Im ersten Heimspiel, am 5. Juni 1965 vor 24.500 Zuschauern, glückte Klein und Kollegen durch ein Treffer von Poklitar in der 43. Minute ein überraschender Erfolg gegen den Aufstiegsfavoriten FC Bayern München. Der Süddeutsche Meister setzte sich am 19. Juni beim Rückspiel überlegen mit 5:0 Toren durch und stieg mit der Achse Sepp Maier, Franz Beckenbauer, Rainer Ohlhauser und Gerd Müller in die Bundesliga auf. Klein hatte alle sechs Spiele in der Aufstiegsrunde absolviert und ein Tor erzielt. Zur Vizemeisterschaft 1965/66 trug er mit zehn Einsätzen bei und kam auch nochmals in der Aufstiegsrunde 1966 zu zwei Einsätzen.
Zum Abschluss seiner Karriere war er Spielertrainer bei AS Sarreguemines.